# Euphorbia bwambensis
Euphorbia bwambensis es una especie fanerógama perteneciente a la familia Euphorbiaceae.

## Descripción
Es un árbol que alcanza un tamaño de hasta 6,5 m de altura, con ramas caídas ± escasamente ramificadas para formar una corona desordenada y suelta, las ramas son carnosas, de 3 (-5) en ángulo recto, o de alas estrechas, de 1-2,5 cm de ancho; ángulos superficialmente dentados, con dientes de 1-4 cm de distancia; espinosos.

## Ecología
Se encuentra en los bosques con Cynometra; a una altitud de ± 800 m s. n. m. en Uganda y en la República Democrática del Congo.

## Taxonomía
Euphorbia bwambensis fue descrita por Susan Carter Holmes y publicado en Kew Bulletin 42: 681. 1987.
Etimología
Euphorbia: nombre genérico que deriva del médico griego del rey Juba II de Mauritania (52 a 50 a. C. - 23), Euphorbus, en su honor – o en alusión a su gran vientre – ya que usaba médicamente Euphorbia resinifera. En 1753 Carlos Linneo asignó el nombre a todo el género.
bwambensis: epíteto